# Claoxylon hosei
Claoxylon hosei är en törelväxtart som först beskrevs av Elmer Drew Merrill, och fick sitt nu gällande namn av Airy Shaw. Claoxylon hosei ingår i släktet Claoxylon och familjen törelväxter. Inga underarter finns listade i Catalogue of Life.